# Apodemia mormo
Apodemia mormo (Engels: Mormon Metalmark) is een dagvlinder uit de familie prachtvlinders (Riodinidae). De spanwijdte bedraagt tussen de 22 en 33 millimeter.
Het verspreidingsgebied beslaat het westelijk deel van Noord-Amerika. In het noordelijke deel is de vliegtijd juli tot en met september en in het zuidelijk deel maart tot en met oktober.
De waardplanten van de rupsen komen uit het geslacht Eriogonum van de duizendknoopfamilie. De vlinder voeden zich met nectar van bloemen uit hetzelfde geslacht maar ook andere gele bloemen uit de composietenfamilie worden bezocht.
De eitjes worden in groepjes van 2 tot 4 op lage bladeren gelegd. De rupsen verstoppen zich overdag in een van blaadjes aan elkaar gesponnen schuilplaats. 's Nachts komen ze tevoorschijn om zich te voeden met de bladeren.